# Stahlleichtbau
Der Stahlleichtbau ist eine Disziplin des Bauingenieurwesens, die durch eine optimale Gestaltung tragender Bauteile aus Stahl im Hinblick auf Tragfähigkeit und Gewichtsminimierung geprägt ist. Der Stahlleichtbau hat seinen Ursprung in den 1920er Jahren als Unterdisziplin im Flugzeugbau gehabt. Dort kam es schon sehr früh zum Bestreben, tragfähige Bauteile mit wenig Gewicht zu produzieren. Im Bauwesen, in dem der Stahlleichtbau heute seinen festen Platz hat, war das Bestreben, durch dünnwandige Profile flächiger und linearer Art wirtschaftlich zu bauen.
Die Produkte des Stahlleichtbaus sind vorwiegend:
- Stahltrapezprofile und Stahlkassetten, verwendet als Dachhaut oder als Fassadenbauteile
- Sandwichelemente aus zwei stählernen Deckschichten, die durch eine Schaumstoffschicht verbunden werden. Die Polyurethan-Schaumkernschicht bewirkt hierbei gleichzeitig eine sehr wirksame Wärmedämmung.
- Wandriegel und Pfetten aus Stahlblechen, kaltgeformt mit Blechdicken von 0,75 bis 4,0 mm

Die Herstellung erfolgt durch Kaltformung mittels Rollformung oder Abkantung. Der Stahlleichtbau im Bauwesen fand seinen Weg ab ca. 1940 von den USA her kommend über Skandinavien und die Benelux-Länder nach Deutschland. Am Anfang war die baupraktische Anwendung hier durch die erforderlichen baurechtlichen Auflagen nicht problemlos. Daher hinkte Deutschland vor allem in den 1960er und 1970er Jahren der internationalen Entwicklung hinterher. Die Verbreitung in Deutschland erfuhren diese Bauweisen vor allem durch die engagierten Arbeiten von Rolf Baehre und seinen Mitarbeitern an der Versuchsanstalt für Stahl, Holz und Steine der Universität Karlsruhe. Heute hat der Stahlleichtbau seinen festen Platz im Baugeschehen – wohl kaum noch ein industriell genutztes Gebäude kommt ohne Stahlbleche in Dach und Wand aus.